# Jason Loukides
Jason Loukides (ur. 3 czerwca 1971) – amerykański zapaśnik walczący w obu stylach. Zajął 30 miejsce na mistrzostwach świata w 2001. Wicemistrz panamerykański w 2003. Szósty w Pucharze Świata w 2001. Czwarty na igrzyskach wojskowych w 1999. Brązowy medalista wojskowych MŚ w 2003 roku.
Zawodnik Edinboro University of Pennsylvania. Zajął dwunaste miejsce w All American NCAA Division I w 1994 roku.
Trzeci w 1994 w Eastern Wrestling League, trener.
Uczestnik U.S. Army World Class Athlete Program i żołnierz United States Marine Corps.